# مات بيلي (لاعب كرة قدم)
مات بيلي (بالإنجليزية: Mat Bailey)‏ هو لاعب كرة قدم بريطاني في مركز الدفاع، ولد في 12 مارس 1986 في كرو (تشيشير) في المملكة المتحدة. لعب مع ستوكبورت كونتي وسكونثورب يونايتد ونادي بارو ونادي ساوثبورت ونادي كرو ألكساندرا ونادي هيرفورد ونادي ويموث.

## وصلات خارجية
- مات بيلي على موقع قاعدة بيانات كرة القدم.إي يو (الإنجليزية)
- مات بيلي على موقع Soccerbase.com (لاعب) (الإنجليزية)